# Giacomo Bevilacqua
Giacomo Bevilacqua, noto anche con lo pseudonimo di Giacomo Keison Bevilacqua (Roma, 22 giugno 1983), è un fumettista italiano.

## Biografia

### Gli esordi
Figlio di un musicista e collezionista di fumetti, frequenta il liceo artistico e la Scuola Internazionale di Comics.
Dal 2006 inizia una collaborazione con la casa editrice Eura Editoriale, disegnando il numero 22 del mensile a fumetti Detective Dante curato da Lorenzo Bartoli e Roberto Recchioni. Successivamente lavora alla serie John Doe, pubblicata sulla rivista Skorpio, e alla realizzazione di varie storie brevi pubblicate su Lanciostory, ad esempio Easter, una miniserie creata da lui e Bartoli.
Dal 2004 al 2007 ha fatto parte della compagnia teatrale "Bambini Cattivi" di Marco Perrone, in qualità di autore e attore di cabaret, partecipando sia a spettacoli teatrali che al programma televisivo Second Italy, condotto da Paolo Hendel e andato in onda nel 2007 su Comedy Central.

### Il successo conA Panda piace
Il 22 maggio del 2008 crea le prime strisce di A Panda piace, sua opera di maggior successo, inizialmente pubblicate esclusivamente sul blog dell'autore e successivamente raccolte in due volumi cartacei a cura di Edizioni BD: A Panda piace (2009) e A Panda piace il bis (2010). Nello stesso anno, assieme a Lorenzo Bartoli e Gabriele Dell'Otto, noto illustratore romano, apre il "Sold out studio", esperienza che avrà termine due anni dopo.
Parallelamente alla carriera di disegnatore, Giacomo porta avanti quella di attore e autore teatrale per la compagnia "Bambini Cattivi" di Marco Perrone; inoltre lavora come storyboarder per film e pubblicità, designer di magliette e visualizer per agenzie pubblicitarie. Collabora a Play the Lab, il laboratorio creativo della Nokia.
Nello stesso anno fonda assieme a Francesco La Ferla, Stefano La Ferla e Stefano Benedikter, la divisione "Pandalikes Games", il cui primo frutto, un gioco per iPhone e iPad, vedrà la luce tra la fine del 2010 e l'inizio del 2011.
Nel 2010, la rete televisiva LA7 decide di affidare a Giacomo Bevilacqua il design delle strenne natalizie della rete per la stagione 2010-2011. Giacomo realizza così dieci soggetti animati riguardanti le feste natalizie che vedono come protagonista Panda, personaggio principale di A Panda piace.
Dal 2008 al 2010, Panda è apparso su numerose riviste e giornali, ha una rubrica settimanale sul sito web "Wired.it", alcune vignette sono pubblicate sulla "Gazzenda" (il diario della Gazzetta dello Sport), e la Pigna ne ha fatto una serie di quattro quaderni per il "Back to School" 2010/2011. Le vignette continuano ad uscire due volte a settimana sul sito "www.pandalikes.com".
Nel 2010 lavora per l'editrice americana IDW Publishing, per la quale ha disegnato una miniserie dei G.I. Joe intitolata Future Noir.
Nel 2011, sempre edito da Edizioni BD esce nelle librerie A Panda piace essere raccolto, una raccolta delle migliori strisce pubblicate nel primo e nel secondo volume più una serie di pagine inedite. Nello stesso periodo la società di Milano Toncadò, realizza una serie di gadgets targati "A Panda piace" (tazza, mouse, lampada usb, mangiacavi, segnalibri, mousepads) in vendita nelle Coin, Fnac, Feltrinelli. Nel 2012 firma un contratto con Edition Delcourt per Panda Aime, la versione francese di A Panda Piace, in uscita nel 2013 in Francia, Belgio, Svizzera e Canada.
Dal 2011 è al lavoro su Metamorphosis, una miniserie in tre numeri scritta e disegnata da lui in uscita in tutte le edicole da Novembre 2012 per l'Editoriale Aurea. Protagonista della serie, una giovane blogger di nome Luna, che si troverà, suo malgrado, implicata in una macabra vicenda: nel cuore di Roma, un uomo uccide le persone a sangue freddo e dispone i loro cadaveri come fossero miti dell'antica Grecia e Luna è convinta che lo faccia per mandare un messaggio a lei.

### L'approdo a Panini Comics
Nel 2013 Bevilacqua entra nella scuderia della Panini Comics ed esordisce con l'omnibus (edizione definitiva) di Metamorphosis, e con Il primo grande libro di A Panda piace, un misto tra le classiche strisce, i fumetti pubblicati su Wired.it e delle avventure inedite. Realizza inoltre una miniserie di 8 numeri intitolata A Panda piace l'avventura, un bimestrale pubblicato dalla fine del 2013 all'inizio del 2015, che racconta le avventure di Panda a fumetti, non più a strisce, e aventi, come protagonisti, oltre a Panda e i suoi amici, anche personaggi come l'Ansia, la Curiosità, il Panico, la Paura, e tutte quelle sensazioni che si avvertono nei momenti più importanti della propria vita.
Alla fine del 2014 pubblica anche il volume autoconclusivo A Panda piace fare i fumetti degli altri (e viceversa) sempre con Panini Comics, che vanta la partecipazione di autori del calibro di Leo Ortolani, Gipi, Roberto Recchioni, Zerocalcare, Ale Giorgini, Stefano Caselli, Silver, Federico Rossi Edrighi, Donald Soffritti, Sio e Nicola Righi ai colori.
Sempre nel 2014 firma un contratto con la casa editrice Multiplayer Edizioni per un libro intitolato Roma città morta, scritto da Luca Marengo e scritto-illustrato dallo stesso Bevilacqua, che sarà pubblicato a maggio del 2015 in occasione della fiera Napoli Comicon.

### Bao Publishing e Sergio Bonelli Editore
Nel 2015 ha iniziato a lavorare per la casa editrice Bao Publishing, realizzando la sua prima graphic novel intitolata Il suono del mondo a memoria, una storia di 192 pagine interamente scritta, disegnata e colorata dall'autore, uscita in libreria e fumetteria il 15 settembre 2016. Nel 2017, Il suono del mondo a memoria vince il premio lettori Feltrinelli tra le opere candidate ai Gran Guinigi 2017 al Lucca Comics and Games. Tra maggio e settembre dello stesso anno, la graphic novel esce in Francia (Manhattan murmures), negli Stati Uniti (The Sound of the World by Heart) e in Turchia (Kulagimda Dünyanin Sesi). A dicembre 2017, la rivista Forbes la inserisce tra le 10 migliori Graphic Novel uscite negli Stati Uniti nel 2017.
Ha collaborato anche con la Sergio Bonelli Editore con due storie interamente scritte, disegnate e colorate da lui. La prima intitolata Lavennder, uscita a luglio 2017 per la collana Le storie e poi, di nuovo, a novembre dello stesso anno in tutte le librerie in formato deluxe; la seconda, come volumetto speciale di Dylan Dog dedicato a Groucho, uscito nella raccolta Grouchomicon.
Tra novembre 2019 e aprile 2020 pubblica la prima edizione di Attica per Sergio Bonelli Editore, una serie autoconclusiva in 6 volumi ispirata nello stile e nel formato ai manga giapponesi, pensata per il circuito delle fumetterie. La serie è edita in Spagna da Panini Comics.
Nel maggio 2021 viene pubblicato il suo nuovo romanzo grafico dal titolo Troppo facile amarti in vacanza edito da Bao Publishing. Il libro segue le vicende di una ragazza e il suo cane mentre attraversano da sud a nord un'Italia in piena apocalisse, sempre più sommersa dall'acqua.

### Gigaciao
Nel 2022 fonda, assieme a Sio, Fraffrog e Davide Caporali (Dado), la Gigaciao S.r.l., la casa editrice con cui pubblica i suoi fumetti della serie A Panda piace.

## Opere

### A Panda piace
Raccolta di strisce
- A Panda piace, Milano, Edizioni BD, 2009,  p. 112, ISBN 978-88-6123-427-7.
- A Panda piace il bis, Milano, Edizioni BD, 2010,  p. 96, ISBN 978-88-6123-803-9.
  - A Panda piace essere raccolto, Milano, Edizioni BD, 2011, pp. 225, ISBN 978-88-6123-887-9. (raccolta dei primi due libri)
- A Panda piace 1 ... mangiare la copertina..., Milano, GP Publishing, 2012, pp. 64, ISBN 978-88-6468-891-6.
- A Panda piace 2 ... le feste in maschera..., Milano, GP Publishing, 2012, pp. 64, ISBN 978-88-6468-892-3.
- A Panda piace 3 ... copiare quelli famosi..., Milano, GP Publishing, 2012, pp. 64, ISBN 978-88-6468-893-0.
- A Panda piace 4 ... scriversi il tittolo dasollo..., Milano, GP Publishing, 2012, pp. 64. ISBN 978-88-6468-894-7.
  - Il primo grande libro di A Panda piace, Modena, Panini Comics, 2013, pp. 140, ISBN 978-88-9121-410-2. (libro di inediti e extra a colori)
  - A Panda piace. Questo nuovo libro qui, in Feltrinelli Comics, prefazione di Zerocalcare, Feltrinelli, 2018, pp. 160, ISBN 978-88-0755-003-4. (libro di inediti e extra a colori)
- A panda piace... capirsi, Roma, Gigaciao, 2024, ISBN 979-12-81502-13-0.

Serie a fumetti
- A Panda piace l'avventura, Modena, Panini Comics, 8 albi. (2013-2015)
  - A Panda piace presenta: Ansia la mia migliore amica, Modena, Panini Comics, 2016, pp. 472, ISBN 978-88-9121-973-2. (raccolta degli 8 albi di A Panda piace l'avventura in forma di graphic novel)
  -  A Panda piace l'avventura, collana Feltrinelli Comics, Feltrinelli, 2020,  p. 480, ISBN 978-88-0755-057-7.  (raccolta degli 8 albi di A Panda piace l'avventura in forma di graphic novel)

Volumi speciali
- A Panda piace fare i fumetti degli altri (e viceversa), prefazione di Leo Ortolani, Panini Comics, 2014, pp. 64, ISBN 978-88-9120-954-2. (libro di inediti a colori e B/N)

### Metamorphosis
- Metamorphosis. Atto 1: Lei, Fiumicino, Editoriale Aurea, 2012.
- Metamorphosis. Atto 2: Lui, Fiumicino, Editoriale Aurea, 2012.
- Metamorphosis. Atto 3: Loro, Fiumicino, Editoriale Aurea, 2013.
  - Metamorphosis Omnibus, Modena, Panini Comics, 2013, pp. 340, ISBN 978-88-9120-279-6. (raccoglie i primi tre numeri e molti extra)
  -  Metamorphosis, Milano, Bao Publishing, 2022,  p. 304, ISBN 978-88-3273-754-7. (raccoglie i primi tre numeri, edizione a colori)

### Attica
- Attica 1 di 6, Sergio Bonelli Editore, novembre 2019, ISBN 978-88-6961-474-3.
- Attica 2 di 6, Sergio Bonelli Editore, dicembre 2019, ISBN 978-88-6961-475-0.
- Attica 3 di 6, Sergio Bonelli Editore, gennaio 2020.
- Attica 4 di 6, Sergio Bonelli Editore, febbraio 2020, ISBN 978-88-6961-477-4.
- Attica 5 di 6, Sergio Bonelli Editore, marzo 2020, ISBN 978-88-6961-478-1.
- Attica 6 di 6, Sergio Bonelli Editore, aprile 2020, ISBN 978-88-6961-479-8.

### Romanzi a fumetti
1. Il suono del mondo a memoria, Milano, Bao Publishing, 2016, ISBN 978-88-6543-717-9.
2. Lavennder, Sergio Bonelli Editore, 2017, ISBN 978-88-6961-216-9.
3. Troppo facile amarti in vacanza, Milano, Bao Publishing, 2021, ISBN 978-88-3273-579-6.
4. Sono una testa di Panda, Milano, Bao Publishing, 2023, ISBN 978-88-3273-933-6.
5. Lavennder: La Caccia, Sergio Bonelli Editore, 2024, ISBN 978-88-6961-978-6.

### Variant
- Roberto Recchioni, Lo chiamavano Jeeg Robot, disegni di Giorgio Pontrelli, La Gazzetta dello Sport, 2016.[6]
- Tasuku Karasuma, No Guns Life, collana Point break, vol. 1, Perugia, Star Comics, 2016, ISBN 978-88-2260-384-5.
- Adriano Barone e Fabio Guaglione, Ride. Level 0, disegni di Andrea Broccardo, La Gazzetta dello Sport, 2018.[7]
- The Sparker, Volt. Stagione 2, n. 5, Reggio Emilia, SaldaPress, 2019, ISBN 978-88-6919-726-0.
- SIU, Tower of God, collana Manhua, vol. 1, Perugia, Star Comics, 2021.[8]

### Altro
- Homo Homini Lupus, scritto da Giulio Gualtieri, copertina di Gabriele Dell'Otto, Milano, Edizioni BD, 2009, ISBN 978-88-6123-428-4.
  - Killbook. Homo Homini Lupus, in Weird Tales, scritto da Giulio Gualtieri, copertina di Gabriele Dell'Otto, Reggio nell'Emilia, Editoriale Cosmo, 2016, ISBN 978-88-6911-338-3.
- (EN) G.I. Joe: Future Noir, nn° 1-2, scritto da Andy Schmidt, San Diego, IDW Publishing, 2011, ISBN 978-16-1377-794-7.
- Roma città morta, collana Apocalittici, scritto da Luca Marengo, Terni, Multiplayer Edizioni, 2015, ISBN 978-88-6355-298-0.
- Smetto quando voglio - Masterclass, scritto da Roberto Recchioni, La Gazzetta dello Sport, 2017.[9]
- Dylan Dog presenta: Groucho. -La sindrome di Stencil-, Sergio Bonelli Editore, 2017, ISBN 978-88-6961-251-0.
- Identiche diversità, collana Feltrinelli Comics, Feltrinelli, 2021, ISBN 978-88-0755-079-9. (curatore)
- Come il mal di pancia. La storia vera di due fratelli per sbaglio, collana Webstar, illustrazioni di Giacomo Bevilacqua, scritto da Fabio e Maurizio Colica, Mondadori Electa, 2021, ISBN 978-88-9183-102-6.
- Scottecs Gigazine, con Dado, Fraffrog e Sio, Roma, Gigaciao, 2023-.
- Tutto un altro Lupo Alberto, con Silver e altri, Roma, Gigaciao, 2024, ISBN 979-12-8150-223-9.
- Denti, pigiama e via!, Roma, Salani, 2024, ISBN 978-88-3101-744-2.

## Premi

### Vinti
- 2011: Premio Attilio Micheluzzi al "miglior webcomic" per A Panda piace
- 2017: Premio Gran Giunigi dei lettori Feltrinelli per Il suono del mondo a memoria
- 2020: Premio Gran Guinigi "miglior serie" per Attica

### Nomine
- 2009-2010: Premio Attilio Micheluzzi al "miglior webcomic" per A Panda piace
- 2013: Premio Attilio Micheluzzi alla "miglior scrittura" per Metamorphosis